# Paper Cuts (canção de Exo-CBX)
"Paper Cuts" é uma canção japonesa gravada por Exo-CBX. Foi lançado em 10 de abril de 2019 como single digital em várias plataformas de música na Coreia do Sul e no Japão.

## Antecedentes e lançamento
Em 6 de abril de 2019, foi anunciado que Exo-CBX lançaria um single digital japonês em 10 de abril. O single foi intitulada "Paper Cuts" e é uma balada emocionante. Em 10 de abril, "Paper Cuts" foi lançado por vários sites coreanos, como: Melon, FLO e Genie.

## Composição e promoção
A canção foi escrita por Junji Ishiwatari, "Paper Cuts" é descrita como uma "bela canção lírica adequada para a primavera. A letra fala o significado do amor no momento em que duas pessoas não podem se encontrar". Com as doces vozes dos membros da CBX, o sentimentalismo se multiplica.
O grupo cantou a música em sua turnê Magical Circus - Special Edition 2019 no Saitama Super Arena.

## Desempenho nas paradas
| Lista (2019)                 | Melhor posição |
| ---------------------------- | -------------- |
| Japão (Japan Hot 100)        | 47             |
| Japão (Oricon Singles Chart) | 15             |